# Особняк Веге
Особняк Г. И. Веге — личный дом Георгия Ивановича Веге, основателя Киновиевского Ультрамаринового завода, построен в начале XX века в Санкт-Петербурге по адресу Ультрамариновая улица, д.1, корпус Б. С 5 июля 1999 здание имеет статус объекта культурного наследия регионального значения, однако из-за несоблюдения охранных обязательств многие годы ветшало и оказалось под угрозой полного разрушения. В апреле 2024 года инвестор сообщил о начале реставрации особняка.

## История
В конце XIX века Георгий Иванович Веге арендовал у киновии Александро-Невской лавры участок с выходом к Неве и построил на нём Киновиевский ультрамариновый завод — предприятие по производству синтетического красителя. Продукция Веге по качеству превзошла зарубежные аналоги, при этом значительно выигрывала в цене. За несколько лет ему удалось вытеснить с рынка всех конкурентов, в 1896-м Киновиевский был удостоен почетного права размещать символ императорского герба на упаковке. К 1902-му на территории завода находилось 15 различных построек.
В литературе встречаются различные датировки постройки личного особняка директора, по данным КГИОП он был возведён на основе бывшей бочарной в 1900—1902 годах. Автор проекта не установлен, однако известно, что остальные заводские корпуса создал архитектор Константин Фейерейзен. Заказчик Георгий Веге желал постоянно следить за производством, поэтому особняк был построен вплотную к печному цеху, а окна парадной лестницы смотрели в производственное помещение. Лаконичные фасады дома скрывали чрезвычайно богатую декоративную отделку внутренних помещений: лепнину, узорное литьё, зеркала в золочёных рамах, живописные и витражные панно.
В 1912 году, после смерти Георгия Ивановича, особняк и завод перешли по наследству к его сыну Роберту. Новый владелец не принимал участия в работе предприятия, сдал его в субаренду и уехал за границу, сохранив за собой только права на личный дом управляющего. В 1917-м здание и завод были национализированы и переданы Химической секции Петроградского совета народного хозяйства. В XX веке производственные корпуса неоднократно перестраивали и модернизировали, однако особняк сохранил оригинальный облик.

## Современность
С 1954 года бывший Киновиевский завод вошёл в состав Невского химического завода, который в 1960-х был переименован в ОАО «Научно-производственная фирма „Пигмент“». К началу XXI века особняк Веге сильно пострадал от вандалов, расхитивших витражи, изразцы и другие элементы декора, а также от разрушительного воздействия погодных факторов: прогнили и обрушились кровля и перекрытия многих комнат, стены поразили плесень и грибок, культурный слой закрыл фасады на высоту в 80 см.
Хотя с 1999-го особняк имел статус объекта культурного наследия, собственник не предпринимал никаких мер к его сохранению и восстановлению. С 2013 года УМВД России по Невскому району четырежды отказывало в возбуждении уголовного дела против «НПФ „Пигмент“», оно было заведено только в 2019-м после обращения главы КГИОП лично к прокурору Санкт-Петербурга Сергею Литвиненко.
В 2018 году здание выкупила компания Setl Group, объявив о намерении провести реставрацию и включить особняк в многофункциональный комплекс, который планировалось возвести на территории бывшего завода. Годом позже, в апреле 2019-го, Setl Group решила продать особняк, заявив о готовности исполнять охранные обязательства до полного перехода здания к новым владельцам.
По состоянию на ноябрь 2019 года особняк находится в критическом состоянии, реставрационные работы не начаты. В марте 2021 года вокруг здания установили строительные леса, территорию начали охранять. В феврале 2022 года «НПФ „Пигмент“» было признано банкротом.
20 июня 2022 года КГИОП утвердил новое охранное обязательство по сохранению здания. В апреле 2024 года инвестор Setl Group сообщил о начале реставрации особняка. По заявлению компании, планируется воссоздание исторического облика, в том числе реконструкция лестницы с кариатидами.